# روپ سینگ
روپ سینگ (انگلیسی: Roop Singh; ۸ سپتامبر ۱۹۰۸ – ۱۶ دسامبر ۱۹۷۷) بازیکن هاکی روی چمن اهل هند بود.
وی به‌همراه تیم ملی هاکی روی چمن مردان هند به قهرمانی بازی‌های المپیک تابستانی ۱۹۳۲ و ۱۹۳۶ دست پیدا کرده‌است.